# Hottentotta alticola
Espèce
Synonymes
- Buthus alticola Pocock, 1895
- Buthus nigrifrons Pocock, 1900

Hottentotta alticola est une espèce de scorpions de la famille des Buthidae.

## Distribution
Cette espèce se rencontre au Pakistan et en Afghanistan.

## Description
Le mâle holotype mesure 81 mm.
Hottentotta alticola mesure de 70 à 90 mm.

## Liste des sous-espèces
Selon The Scorpion Files (14/11/2020) :
- Hottentotta alticola alticola (Pocock, 1895)
- Hottentotta alticola nigrifrons (Pocock, 1900)

## Systématique et taxinomie
Cette espèce a été décrite sous le protonyme Buthus alticola par Pocock en 1895. Elle est placée dans le genre Buthotus par Vachon en 1949 puis dans le genre Hottentotta par Francke en 1985.

## Publications originales
- Pocock, 1895 : « On the Arachnida and Myriapoda obtained by Dr. Anderson`s collector during Mr. T. Bent’s expedition to the Hadramaut, South Arabia; with a supplement upon the scorpions obtained by Dr. Anderson in Egypt and the Eastern Soudan. » Journal of the Linnaean Society, vol. 25, p. 292–316 (texte intégral).
- Pocock, 1900 : « Arachnida. » The fauna of British India, including Ceylon and Burma, London, Taylor and Francis, p. 1-279 (texte intégral).